# مایک ریگان
مایک ریگان (انگلیسی: Mike Reagan؛ زادهٔ ۱ ژانویهٔ ۱۹۵۰) موسیقی‌دان اهل ایالات متحده آمریکا است.